# 長沙灣屠房

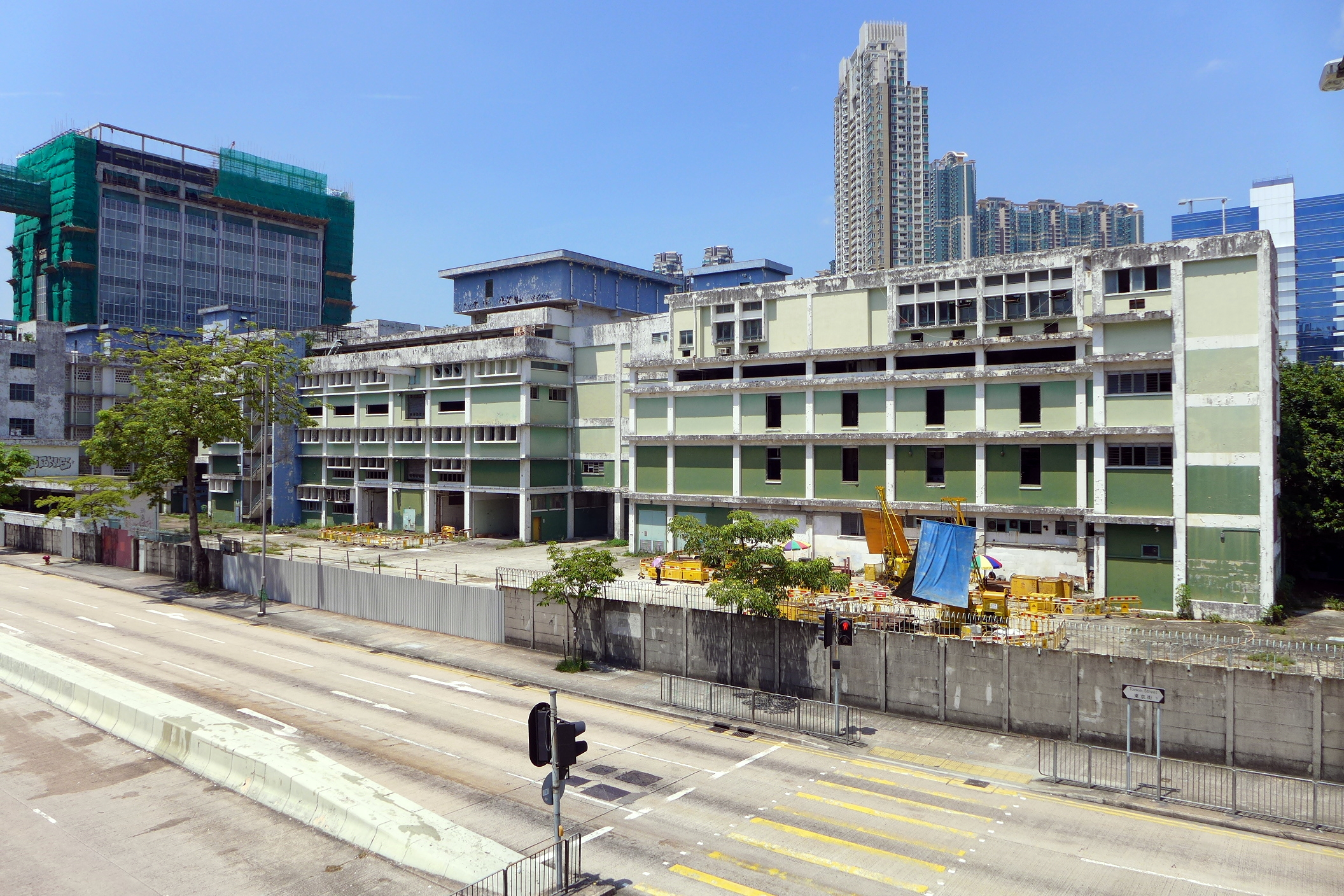
長沙灣屠房北面

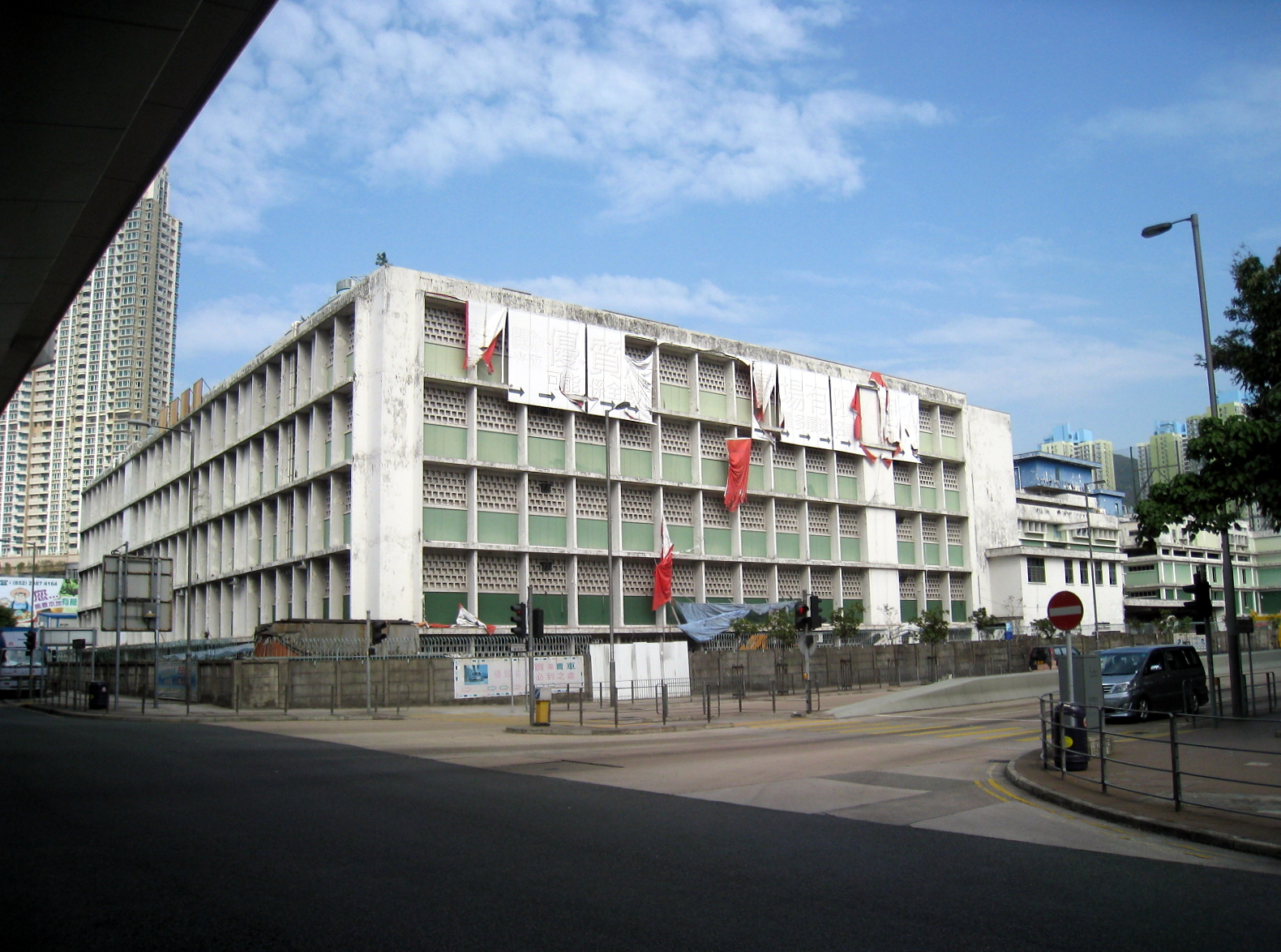
長沙灣屠房南面

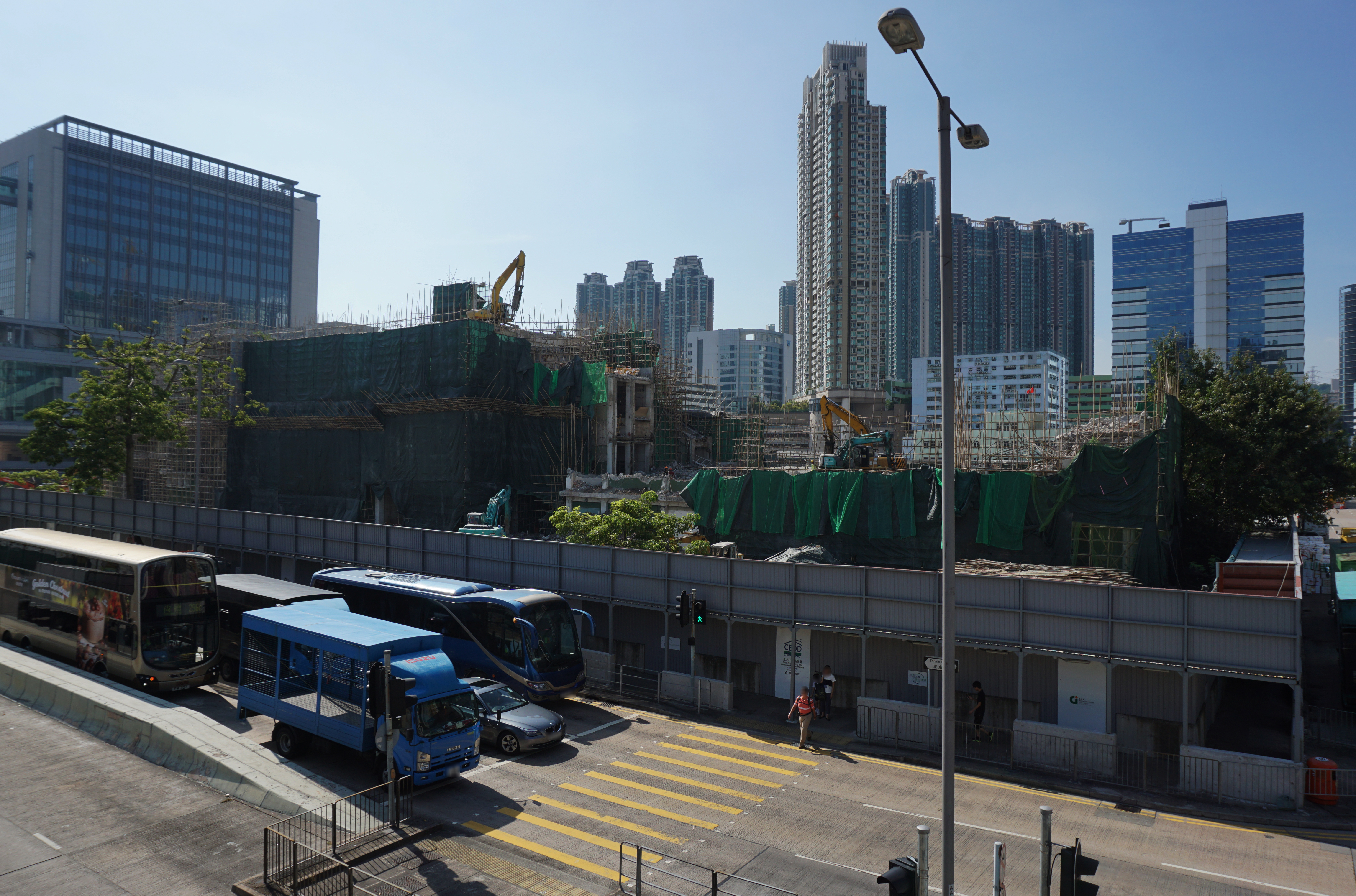
2017年拆卸中的長沙灣屠房

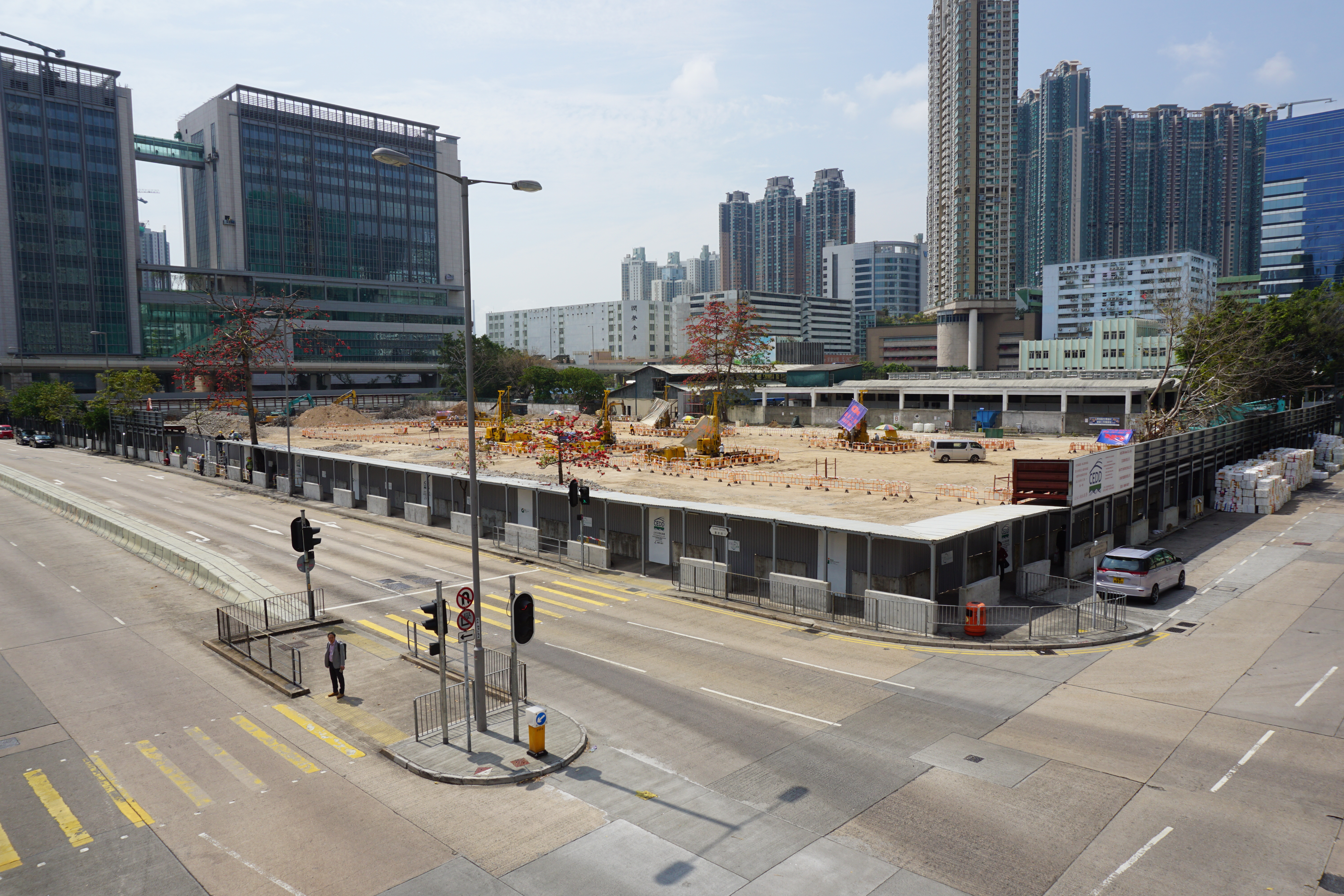
拆卸後的長沙灣屠房

長沙灣屠房（英語：Cheung Sha Wan Abattoir）是香港昔日的一個屠房，位於九龍長沙灣荔枝角道737號，於1999年10月關閉，由新界上水的上水屠房取代。屠房已在2017年拆卸，現正重建為麗玥苑。

## 歷史
長沙灣屠房是1960年代末由香港政府興建的兩間公營屠房之一，於1969年落成啟用，由市政總署負責營運，專責九龍半島的鮮肉（即牛肉、豬肉和羊肉）供應。市政局在1973年成為財政獨立的機構後，接手管理和監管，直到2000年1月市政局解散後，由食環署接辦負責監管屠房的工作，當時長沙灣屠房已經停止運作。
多年來，香港市民對鮮肉的需求持續下降，直接導致屠房的牲口屠宰量減少，長沙灣屠房的屠豬量由1990年每日平均3,571頭，到1998年減少到僅有1,349頭，跌幅高達62%，由於受到荃灣屠房的直接競爭，市場佔有率更由41%急跌到21%，加上聘用公務員擔任屠房的員工成本高昂，兩間公營屠房的營運嚴重虧損。1984—85年度兩間公營屠房營運虧損高達3,800萬港元，其時市政總署認為，唯一可行可減輕市政局財政負擔的方法，是把兩間公營屠房私營化，1987年3月，當時的行政局鑑於該兩間屠房嚴重虧損，故批准在1990年之前把堅尼地城屠房轉為私營，並在上水屠房落成啟用後，關閉長沙灣屠房及其關連設施，包括長沙灣及馬頭角起卸碼頭、何文田車站卸貨區及馬頭角牛隻檢疫站，並且進一步改為其他用途。
除屠宰牲口外，長沙灣屠房亦提供寵物火化服務。在馬頭角牛隻檢疫站進行改裝工程期間，政府產業署提供長沙灣屠房給藝術工作者使用，作為日後租用前馬頭角檢疫站的免租期安排。

## 靈牛事件
1988年7月中，長沙灣屠房一頭重十幾斤、約7至8歲的大水牛在多次被拉往屠宰時竟流下眼淚並跪地，屠房工人遂認為此牛有靈性，不願屠宰，並希望送往香港海洋公園飼養，讓牠安渡餘生，惟該園表示無興趣。工人其後查詢兄長信奉的慈雲山慈雲閣，7月16日慈雲閣主持親到屠房了解並向牠「發問」，問牠是否願意登上百多級樓梯到慈雲閣，靈牛竟然點頭，主持見靈牛似有感情，又不平凡，終決定收養。經漁農處檢查其健康良好後，7月30日上午靈牛運抵慈雲閣頤養天年，直到1994年5月22日下午四時半病歿，事後慈雲閣特招請工藝名師為其塑像，以資紀念。

## 流行文化
由於屠房多年來沒有新用途，內裏形同廢墟，是不少攝影師的拍攝熱點。

## 未來發展
拆卸後原址將會興建3座樓高36至38層的公營房屋大廈，提供2,440個單位，需時約4年興建。預計容納6450人。3座公屋座落於兩至三層高的零售與社會福利設施上，當中包括超級市場、便利店、食肆、私人診所等，還有面積約4000平方米的安老院舍、單身人士宿舍、長者鄰舍中心。
此項目已改為綠表置居計劃屋苑，命名為「麗玥苑」，並於綠置居2023出售。

## 鄰近
- 長沙灣蔬菜批發市場
- 西九龍法院大樓
- 幸福邨、幸俊苑
- 長沙灣邨
- 麗翠苑
- 麗閣邨
- 深水埗公園、深水埗公園游泳池
- 富昌邨

## 外部連結
- 提供用作鮮肉供應的屠房設施 （页面存档备份，存于）